# Kelvin Diesels
Kelvin Diesels, zuvor Bergius Car & Engine Company, Bergius Launch and Engine Company und Kelvin-Bergius Co. Ltd., ist ein britischer Hersteller von Motoren, der zu Beginn des 20. Jahrhunderts auch Automobile herstellte.

## Unternehmensgeschichte
Walter Bergius gründete 1904 das Unternehmen Bergius Car & Engine Company in Glasgow und begann mit der Produktion von Automobilen. Der Markenname lautete Kelvin. 1906 endete die Automobilproduktion. Insgesamt entstanden 14 Fahrzeuge. 1907 begann die Produktion von Schiffsmotoren. 1908 erfolgte die Umfirmierung in Bergius Launch and Engine Company, 1961 in Bergius-Kelvin Co. Ltd.  und noch später in Kelvin Diesels.

## Fahrzeuge

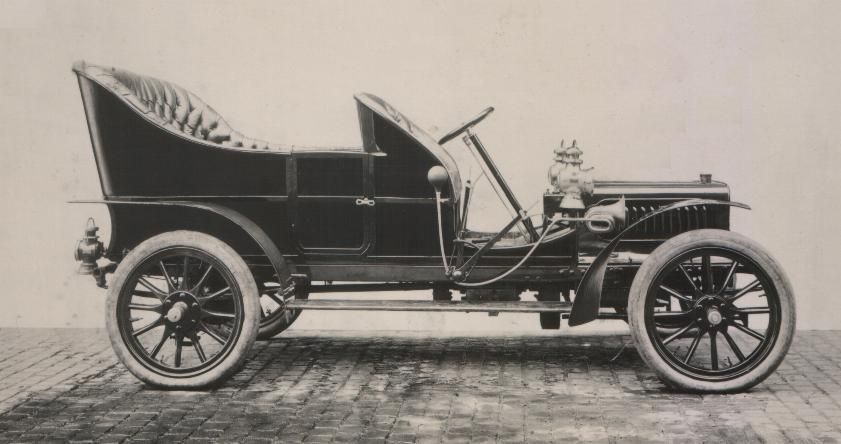
Kelvin von 1905

Im Angebot stand nur ein Modell, das je nach Quelle als 14 HP oder als 16 HP bezeichnet wird. Ein Vierzylindermotor mit 3052 cm³ Hubraum war vorne im Fahrzeug montiert und trieb über eine Kardanwelle die Hinterachse an. Zur Wahl standen Vollgummireifen und Luftreifen. Die Tonneaukarosserie hatte zunächst eine Hecktür, später seitlichen Zugang zu den Fondsitzen.